# Комінтерн (Волчихинський район)
Комінте́рн (рос. Коминтерн) — селище у складі Волчихинського району Алтайського краю, Росія. Адміністративний центр та єдиний населений пункт Комінтернівської сільської ради.

## Населення
Населення — 445 осіб (2010; 503 у 2002).
Національний склад (станом на 2002 рік):
- росіяни — 83 %